# Mariental
För andra betydelser, se Mariental (olika betydelser).
Mariental är en ort i centrala Namibia, och har cirka 12 000 invånare. Den ligger vid B1-vägen och vid Trans-Namib Railway mellan Windhoek och Keetmanshoop. Mariental är huvudort i Hardapregionen, som under lång tid varit Namafolkets centrum. Den ligger nära Hardapdammen, som är den största sjön i landet.